# Station Famechon
Station Famechon is een spoorwegstation in de Franse gemeente Famechon.